# Venturia mandshurica
Venturia mandshurica är en svampart som beskrevs av M. Morelet 1993. Venturia mandshurica ingår i släktet Venturia och familjen Venturiaceae.   Inga underarter finns listade i Catalogue of Life.